# روبرت سكوت (لاعب كرة قدم أسترالية)
روبرت سكوت (بالإنجليزية: Robert Scott)‏ هو لاعب كرة قدم أسترالية أسترالي، ولد في 1 مارس 1969.

## وصلات خارجية
- روبرت سكوت على موقع AustralianFootball.com (الإنجليزية)
- روبرت سكوت على موقع AFLtables.com (الإنجليزية)